# Lora Hirschberg
Lora Hirschberg (Olmsted Falls, 1963) é uma sonoplasta estadunidense. Venceu o Oscar de melhor mixagem de som na edição de 2011 por Inception, ao lado de Gary Rizzo e Ed Novick.